# Tjekkiets parlament
Parlament České republiky (Tjekkiets parlament) består af to kamre. Underhuset deputeretkammeret, Poslanecká sněmovna, som vælges for en fireårsperiode og har 200 medlemmer. Overhuset senatet har 81 medlemmer, senatorerne sidder i seks år. En tredjedel af Senatet byttes ud hvert andet år, senatorerne vælges i enkeltmandskredse.